# Aire du patrimoine autochtone et communautaire

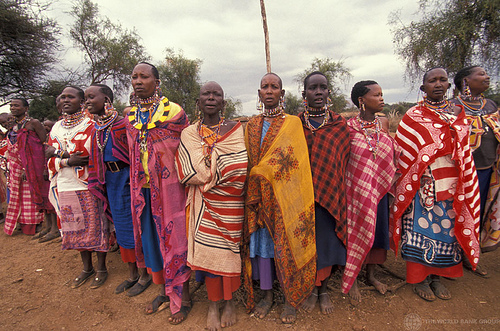
Personnes d'une APAC au Kenya.

Une aire du patrimoine autochtone et communautaire APAC (ou Indigenous and communautary conservation area, ICCA, en anglais) est une aire protégée dont la gestion est assurée soit par des représentants d'un peuple autochtone, soit par une communauté qui habitent dans ou en bordure de ladite aire protégée. Plus important encore, les décisions concernant sa gestion sont du ressort de ces communautés ou peuples autochtones.
La communauté entretient un lien avec ce territoire, qu'il soit d'ordre spirituel, social ou matériel. Parallèlement les actions menées par la communauté favorisent sa conservation. 
En 2003, le Congrès mondial des parcs nationaux, réuni à Durban reconnait officiellement l'existence d'espaces naturels gérés de facto par les communautés locales.
Les APAC sont un modèle de gouvernance des aires protégées catégorisé comme tel par l'UICN, depuis son congrès de Barcelone de 2008.

### articles connexes
- Forêt communautaire
- Peuple autochtone
- Union internationale pour la conservation de la nature et Commission mondiale des aires protégées
- Biens communs